# تئا دونگوزاشویلی
تئا دونگوزاشویلی (روسی: Теа Донгузашвили؛ زادهٔ ۴ ژوئن ۱۹۷۶) جودوکار زن اهل روسیه بود.
وی همچنین برندهٔ جوایزی همچون نشان دوستی شده‌است.
وی در مسابقات کشوری و بین‌المللی در مجموع برندهٔ ۳ مدال نقره، ۴ مدال برنز شده‌است.